# ألكسندر باول
الكسندر باول (بالإنجليزية: Alexander Paul)‏ هو شخصية أعمال وسياسي أمريكي، ولد في 30 نوفمبر 1875، وتوفي في 19 مايو 1954. انتخب عضو جمعية ولاية ويسكونسن وانتخب عضو مجلس ولاية ويسكونسن.